# Río Negro (provins)
 For alternative betydninger, se Rio Negro.
Provinsen Río Negro (spansk: Provincia de Río Negro) er en provins i Argentina, der ligger i den nordlige del af Patagonien. Den grænser op til naboprovinserne Chubut, Neuquén, Mendoza, La Pampa og Buenos Aires. Mod vest grænser provinsen op til Chile. Río Negro dækker et areal på 203.013 km2
og har en befolkning på 750.768 (2022) indbyggere.
Provinshovedstaden hedder Viedma. Andre byer er San Carlos de Bariloche og El Bolson. Río Negros vigtigste flod hedder også Río Negro. Her er verdens længste kajak-race. I Río Negro finder man også nationalparken Nahuel Huapi.

## Historie
Flere indianske urbefolkningsgrupper boede i området, før spanske kolonister med blandt andet Ferdinand Magellan rykkede ind. 
Den 27. juli 1955 fik territoriet Río Negro status som provins.